# Vladimir Sevrjugin
Vladimir Sevrjugin, född 15 juni 1924 i Katino, död 26 januari 1998 i Moskva, var en sovjetisk sportskytt.
Han blev olympisk bronsmedaljör i hjortskytte vid sommarspelen 1956 i Melbourne.